# The Twins
The Twins son un dueto de synthpop alemán  popular en la década de los 80s. El grupo fue creado en 1980, en Berlín occidental por Sven Dohrow (nacido en 1957) y Ronny Schreinzer (nacido en 1958). Sus influencias musicales fueron artistas británicos como Gary Numan , Tubeway Army , Orchestral Manoeuvres in the Dark y  Depeche Mode en sus inicios.
Sven y Ronny, fueron juntos a la escuela. Formaron muchas bandas de las fueron integrantes. Posteriormente, decidieron unirse y crear , el dúo "The Twins". El nombre del grupo fue idea de Ronny. Se dieron a conocer con el sencillo  "Runaway"  con el cual se posicionaron por primera vez en las listas musicales alemanas.
En 2006, lanzaron su último sencillo "Ballet Dancer (Latino Mix)", el cual llegó al cuarto puesto en las listas alemanas.

## Discografía

### Álbumes y DVD
| Año  | Título                               |
| ---- | ------------------------------------ |
| 1981 | Passion Factory                      |
| 1982 | Modern Lifestyle                     |
| 1983 | A Wild Romance                       |
| 1984 | Until The End Of Time                |
| 1986 | Hold On To Your Dreams               |
| 1991 | Greatest Hits                        |
| 1991 | The Classics - Remixed               |
| 1993 | The Impossible Dream                 |
| 1997 | 12" Classics                         |
| 1998 | Ballet Dancer ("Best of" collection) |
| 2006 | Live in Sweden (CD & DVD)            |
| 2006 | 12" Classics and Rare Tracks         |
| 2008 | Singles Collection                   |
| 2009 | Video Classics and Rare Clips (DVD)  |
| 2018 | Living For The Future                |

### Sencillos
| Año  | Título                          |
| ---- | ------------------------------- |
| 1980 | "Runaway"                       |
| 1981 | "The Desert Place"              |
| 1982 | "Birds and Dogs"                |
| 1982 | "Face To Face - Heart To Heart" |
| 1983 | "Not The Loving Kind"           |
| 1983 | "Ballet Dancer"                 |
| 1984 | "Love System"                   |
| 1984 | "The Game Of Chance"            |
| 1985 | "Deep Within My Heart"          |
| 1985 | "Love In The Dark"              |
| 1986 | "I Need You"                    |
| 1987 | "Time Will Tell"                |
| 1987 | "Hold On To Your Dreams"        |
| 1988 | "One Day"                       |
| 1992 | "Not The Loving Kind" (Remix)   |
| 1993 | "Ballet Dancer" (Remix)         |
| 1993 | "Tonight"                       |
| 1994 | "Love Is Blind"                 |
| 2006 | "Ballet Dancer" (Latino Mix)    |